# Matthias Kröner
Matthias Kröner (* 18. Oktober 1977 in Nürnberg) ist ein deutscher Schriftsteller.

## Leben und Werk
Matthias Kröner wuchs in Nürnberg und Oberasbach als Sohn des Ludwig-Feuerbach-Forschers Alfred Kröner und Hildegard Kröner auf. Er studierte Neuere Deutsche Literaturwissenschaft, Buchwissenschaft und Geschichte in Erlangen. Das Studium schloss er 2005 als Magister Artium (M.A.) ab. Seinen Zivildienst leistete er in Fürth.
Seit 1998 veröffentlichte Kröner Prosa und Lyrik, unter anderem in fränkischer Mundart für den Bayerischen Rundfunk. Ab 1999 entstanden literarische und satirische Texte auf Hochdeutsch für Literatur- und Satirezeitschriften (z. B. Literatur in Bayern, Eulenspiegel, Der Literat, Wortlaut) sowie Konzertkritiken für Die Abendzeitung – 8 Uhr-Blatt. Außerdem verfasste er Kurzgeschichten und Kolumnen für die literarische Mittwochssreihe Fürther Freiheit der Fürther Nachrichten.
Kröner las bei Literaturfestivals, zum Beispiel bei den Literaturlandschaften Bayerns, beim Literaturfestival Wortwärts, beim Erlanger Poetenfest und beim MundArt-Festival Edzerdla. Weiters trat er im Nachtschwärmer-Foyer des Fürther Stadttheater sowie anlässlich eines Literaturwettbewerbs an der Berliner Volksbühne auf.
2007 zog Kröner nach Lübeck und veröffentlichte seit der Geburt seines ersten Sohnes im Jahr 2010 als freier Schriftsteller regelmäßig Familienkolumnen, zum Beispiel in Das Magazin, Öko-Test, familie&co, Eltern und Eltern Family. Er schrieb zudem Artikel für unter anderem die Nürnberger Nachrichten, Ostragehege, Geo Saison, und Zeit Online. Von 2010 bis 2019 war er Kolumnist im Sozialmagazin Straßenkreuzer.
Es entstanden Erzählungen für Anthologien von Steinbach sprechende Bücher und Rowohlt. Außerdem erschienen Gedichte in den Jahres-Anthologien von Das Gedicht, in Versnetze sowie im Jahrbuch der Lyrik und wurden in Reclam-Bänden und Schulbüchern veröffentlicht. Im ORF („Radiogeschichten“) wurden einige Geschichten aus dem veröffentlichten Erzählband Junger Hund. Ausbrüche und Revolten gesendet. Der 2016 erschienene Mundart-Gedichtband Dahamm und Anderswo setzt sich kritisch mit den Themen Heimat, Herkunft, Erinnerung und Zugehörigkeit auseinander und wurde vielfach besprochen und gewürdigt.
Kröners Reiseführer zu Lübeck und Hamburg wurden mit je einem ITB BuchAward der Internationalen Tourismus-Börse Berlin ausgezeichnet. 2019 entwickelte er mit seiner Frau, der Designerin Berit Kröner, im Michael Müller Verlag die Reisebuch-Reihe Stadtabenteuer, für die er als Herausgeber tätig ist. Es erschienen außerdem Bücher zu Regionen und Inseln, weshalb die Reihe unter dem Titel Abenteuer weitergeführt wurde. 2025 erhielt die Reisebuch-Reihe einen Relaunch und firmiert nun unter dem Reihen-Titel mal anders.
Während der Corona-Pandemie verschickte Kröner 2021 mit seinem Newsletter Lyrische Post regelmäßig Gedichte als Newsletter. Dieses digitale Literaturprojekt wurde von der Possehl-Stiftung gefördert. In der Folgezeit gab es weitere Digitalprojekte, unter anderem eine Straße der Poesie, die im Rahmen der Nordischen Filmtage stattfand. Seit 2022 ist Kröner einmal monatlich im Podcast von Anke Engelke und Kristian Thees als Poet in Residence zu hören.
Seit 2021 schreibt Kröner regelmäßig Kindergeschichten für die Hörfunksendung Ohrenbär (RbbKultur und NDR Info). 2022 veröffentlichte er seinen Kinderroman Der Billabongkönig, der von Demokratieverlust und Machtausübung erzählt. Hierzu wurde auch ein Hörspiel und ein Hörbuch produziert; 2024 wurde eine Bühnenfassung am Theater Tempus fugit uraufgeführt. Das Theater Salz+Pfeffer entwickelte ein sechzigminütiges Stück nach der Buchvorlage mit eigens dafür produzierten Stoffpuppen, das seither vielfach vor Schulklassen und öffentlich aufgeführt wird.
Die Premierenlesung zu Kröners 2025 veröffentlichten Kinderroman Detektiv Ameisis. Ein fast unlösbarer Fall fand auf der Leipziger Buchmesse statt. Das Buch erhielt ein Stipendium vom Deutschen Literaturfonds; es wurde in den Kritiken als „moderner Klassiker“ bezeichnet und bezieht auch zeitgeschichtlich relevante Themen (Spaltung der Gesellschaft und Untergrabung der Demokratie durch einige Superreiche) mit ein. Anlässlich des 150. Geburtstages von Thomas Mann schrieb Kröner für das Buddenbrookhaus das biografische Hörspiel Hinterm Zauberberg – Ein Kinderhörspiel auf den Spuren von Thomas Mann.
Kröner trat vielfach vor Schulklassen auf, zum Beispiel im Literaturhaus Hamburg oder 2022 im Rahmen des Welttages des Buches auf Föhr. Der BR und der NDR berichteten über diese Auftritte.

## Privates
Kröner lebt mit seiner Frau, der Designerin Berit Kröner, und seinen zwei Kindern in Ratzeburg.

## Veröffentlichungen (Auswahl)

### Belletristik
- Junger Hund. Ausbrüche und Revolten. Erzählungen. Stories & Friends, Lehrensteinsfeld 2014, ISBN 978-3-942181-49-5.
- Dahamm und Anderswo. Lyrik. Ars vivendi, Cadolzburg 2016, ISBN 978-3-86913-740-7.

- Der Billabongkönig. Kinderroman. Beltz & Gelberg, Weinheim 2022, ISBN 978-3-407-75641-1.
- Omas Pakete. Bilderbuch. Beltz & Gelberg, Weinheim 2023, ISBN 978-3-407-75709-8.
- Die Couch. Erstlesebuch. Carlsen, Hamburg 2024, ISBN 978-3-551-69113-2.
- Detektiv Ameisis. Ein fast unlösbarer Fall. Kinderroman. Beltz & Gelberg, Weinheim 2025, ISBN 978-3-407-75968-9.

### Reisebücher
- Hamburg – Stadtabenteuer. Michael Müller Verlag, Erlangen 2021, ISBN 978-3-96685-186-2.
- Hamburg MM-City. Michael Müller Verlag, Erlangen 2021, ISBN 978-3-95654-964-9.
- Lübeck MM-City mit Travemünde. Michael Müller Verlag, Erlangen 2022, ISBN 978-3-95654-965-6.
- als Hrsg.: MM-Abenteuer. Eine Reisebuch-Reihe aus dem Michael Müller Verlag. 1. Staffel (8 Bände) 2019. 2. Staffel (8 Bände) 2022.

### Quiz
- Das Küsten-Quiz. 66 Fragen rund um das Küstengebiet Deutschlands. Ars vivendi, Cadolzburg 2020, DNB 1201896886
- Franken Quiz. Grupello Verlag, Düsseldorf 2021, ISBN 978-3-89978-391-9.

### Beiträge in Anthologien (Auswahl)
- Grüß Gott! In: Ein Herz für Franken. 66 launige Liebeserklärungen. Ars vivendi, Cadolzburg 2013, ISBN 978-3-7472-0084-1.
- Dir gehört ja nichts. In: Heimat. Gedichte. Reclam, Ditzingen 2017, ISBN 978-3-15-011099-7.
- Zwischen den Tagen. In: Stille Nacht und Feuerwerk. Geschichten und Gedichte. Reclam, Ditzingen 2017, ISBN 978-3-15-011129-1.
- Wenn. In: Zwetschgermännla-Morde. Ars vivendi, Cadolzburg 2017, ISBN 978-3-86913-858-9.
- 6 Gedichte in: Morgen ein Gedicht. Neue Kinderlyrik von 12 Autoren. Universitätsverlag Siegen, Siegen 2019, ISBN 978-3-96182-055-9, S. 71–78.
- Kapitalistisches Glaubensbekenntnis. In: Der Himmel von morgen. Reclam, Ditzingen 2018, ISBN 978-3-15-011051-5.
- Geheimschrift. In: Die Bienen halten die Uhren auf. Reclam, Ditzingen 2020, ISBN 978-3-15-011249-6.
- Super Slow Motion. In: Gedichte für alle Liebeslagen. Reclam, Ditzingen 2021, ISBN 978-3-15-011315-8.
- In der Mitte des Sees. In: Jahrbuch der Lyrik 2022. Schöffling & Co., Frankfurt am Main 2022, ISBN 978-3-89561-503-0.
- Flüsterpost. In: Das Gedicht – Laut & Leise. Anton G. Leitner Verlag, Weßling 2023, ISBN 978-3-929433-89-0.

### Theaterstück
- Der Billabongkönig. Stück nach dem gleichnamigen Roman von Matthias Kröner. Regie und Fassung: Laura Huber. Uraufführung: Lörrach (Theater Tempur fugit), 19. April 2024.

### Hörbuch/Hörspiel
- Der Trichter und sein Henker. Hörbuch. Wunderwaldverlag (Literatur für die Ohren), Erlangen 2012, ISBN 978-3-940582-09-6.
- Der Billabongkönig. Hörbuch. SBS Schweizerische Bibliothek für Blinde, Seh- und Lesebehinderte, Zürich 2022.[45]

- Der Billabongkönig. Kinderhörspiel. Regie: Robert Schoen. Produktion: HR/RBB/NDR/Deutschlandfunk Kultur, 2023.[46]
- Hinterm Zauberberg – Ein Kinderhörspiel auf den Spuren von Thomas Mann. Regie: Robert Schoen. Produktion: Buddenbrookhaus, 2025.

## Auszeichnungen (Auswahl)
- Literaturstipendium der Kulturstiftung des Landes Schleswig-Holstein und ein Jahresstipendium des Deutschen Literaturfonds.[47][48][49]

- Mehrfacher Gewinner des Poetry-Slam in Erlangen.[50][51]

- 2001: Sonderpreis der Nürnberger Kulturläden (Sparte Mundart)[52]
- 2002: Lyrik-Preis der Nürnberger Kulturläden[53]
- 2009: Aufnahme in den Pegnesischen Blumenorden[54]
- 2009: 2. Preis beim Bad-Segeberger-Literaturpreis (mit Tobias Sommer)
- 2010: 1. Preis bei Antho?Logisch![55]
- 2016: Finalist beim Irseer Pegasus[56]
- 2016: ITB BuchAward für Lübeck MM-City[57]
- 2019: ITB BuchAward für Hamburg MM-City[58]
- 2020: ITB BuchAward für die Reisebuch-Reihe Stadtabenteuer[59]
- 2022: Shortlist der Stiftung Buchkunst für Der Billabongkönig[60]
- 2023: Alice – Kinder- und Jugendbuchpreis der ITB für Der Billabongkönig[61]
- 2023: Nominierung für den Deutschen Jugendliteraturpreis für Der Billabongkönig in den Kategorien „Kinderbuch“ und „Neue Talente“[62]
- 2023: Aufnahme in die IBBY Honour List[63] 2024 für Der Billabongkönig[64]
- 2023: Aufnahme in The White Ravens 2023. A Selection of International Children‘s and Youth Literature[65] der Internationalen Jugendbibliothek für Der Billabongkönig[66]
- 2024: Aufnahme in den bundesweiten Friedrich-Bödecker-Kreis e.V.[67]
- 2024: Stipendium des Deutschen Literaturfonds[68]
- 2025: Shortlist des Elbinsel-Kinderbuchpreises (ehemals Preuschhof-Preis) für Die Couch[69]
- 2025: AKI Audiosiegel für das Hörspiel Der Billabongkönig[70]

## Rezensionen (Auswahl)
Über den Mundart-Gedichtband Dahamm und Anderswo schrieb Jan-Eike Hornauer im Blog von Das Gedicht:
„Ein herausragendes Buch ist Matthias Kröner mit 'Dahamm und Anderswo' gelungen. Herausragend, weil es sich mit Freude und Erkenntnisgewinn liest, weil es in seinen Versen seinen ganz eigenen Flow entwickelt, der den Leser mitzieht, immer weiter hinein in Kröners Welt, die denkbar überschaubar ist und doch auch wahnsinnig weit. Herausragend, weil es dem Leser in Kröners Welt zugleich auch die eigene zeigt, weil es das Spezifische und das Allgemeine, die kleine Alltagsbeobachtung und den grundsätzlichen Gedanken so leicht zusammenbringt, als sei dies gar kein Kunststück."
Über den Kinderroman Der Billabongkönig berichtete Fritz Göttler in der Süddeutschen Zeitung:
„Schriftstellerfilet, sehr fein! ... Eine Erzählung, die an amerikanische Gangsterfilme erinnert oder an die Dschungel-Parabeln von Kipling …".
oder Andrea Wedan im Magazin Buchkultur:
„… eine ganz eigene Liga in Sachen Erzählkunst. (...). Neben all dem Spaß ist diese Geschichte … ganz nebenbei Ethikunterricht und ein Paradebeispiel dafür, wie Macht und Machterhalt funktionieren.“
Über den Reiseführer Hamburg MM-City schrieb die Frankfurter Allgemeine Zeitung:
„Es sind die immer gleichen Superlative in Hamburg-Reiseführern, deren inflationärer Gebrauch einem die Lektüre vergällt. Dass es auch ohne Klischees geht, beweist dieses Buch.“